# Carolina Maria de Jesus
Carolina Maria de Jesus, né le 14 mars 1914 à Sacramento (Minas Gerais) et morte à São Paulo le 13 février 1977, est une écrivaine brésilienne. Elle est connue pour son livre Le Dépotoir : le journal intime de Carolina Maria de Jesus (en portugais : Quarto de despejo: diário de uma favelada), publié en 1960.
Le Dépotoir est le journal de Carolina, femme noire, habitant la favela du Canindé dans le Brésil des années 60. La version française, traduite par Violante do Canto, est parue chez Stock en 1962.

## Biographie
Carolina de Jésus, l’une des premières écrivaines noires du Brésil, est considérée comme l’un des plus importants écrivains du pays. L’auteure a vécu une grande partie de sa vie dans la favela du Canindé, dans la zone nord de São Paulo, en subvenant à ses besoins et à ceux de ses trois enfants comme récupératrice de papiers.
En 1960, elle a publié son journal sous le nom de Le Dépotoir, avec l’aide du journaliste Audálio Dantas (pt) qui y a effectué des coupes. Le livre a connu un énorme succès et a été traduit dans quatorze langues, y compris en français en 1962. Le Dépotoir est constitué des confidences quotidiennes de Carolina Maria de Jesus entre 1955 et 1960. L’édition a été faite par Audálio Dantas, qui lut les vingt cahiers contenant les récits de l’auteur. Dans ce livre, Carolina décrit sa routine comme favelada au côté de ses trois enfants et d’autres qui, comme elle, luttent pour survivre à la misère dans le bidonville du Canindé, à São Paulo, aujourd’hui démoli.
Carolina de Jésus était également compositrice, conteuse, dramaturge et poétesse. Grâce au succès de son journal, elle quitte la favela avec ses enfants et publie d'autres ouvrages. Ceux-ci se vendent moins et elle finit ses jours dans la pauvreté en 1977.

## Postérité
Son œuvre reste l’objet de diverses études, tant au Brésil qu’à l’étranger. Une exposition lui est consacrée à l'Institut Moreira Salles (pt), à São Paulo, en 2021.

## Œuvres
- Quarto de Despejo: Diário de uma favelada. (1960)
  - Publié en français sous le titre Le Dépotoir : le journal intime de Carolina Maria de Jesus. (1962)[6]
- Casa de Alvenaria (1961): Diário de uma ex-Favelada
  - Publié en français sous le titre Ma vraie maison. (1964)[7]
- Pedaços de Fome (1963)
- Provérbios (1963)